# Parastratiosphecomyia stratiosphecomyioides
Parastratiosphecomyia stratiosphecomyioides گونه ای از مگس در خانواده مگس‌های سرباز است که بومی تایلند می‌باشد. نام جنس آن از یونانی باستان گرفته شده، به معنی «نزدیک سرباز زنبور مگس»، و نام گونه آن به معنی «زنبور مگس مانند» است. این حیوان دارای طولانی‌ترین نام علمی معتبر است؛ نام Gammaracanthuskytodermogammarus loricatobaicalensis بلندترین بود، اما سرکوب شد و دیگر معتبر نیست. نام پیشنهادی یک باکتری، Myxococcus llanfairpwllgwyngyllgogerychwyrndrobwllllantysiliogogogochensis است که نام طولانی تری دارد، طبق قوانین نامگذاری، باکتری‌ها جزء حیوانات قرار نمی‌گیرند، قبل از اینکه نام معتبر شناخته شود، این اسم باید در مجله بین‌المللی میکروبیولوژی سیستماتیک و تکاملی (IJSEM) منتشر شود. اسم P. stratiosphecomyioides، که گاهی اوقات به عنوان مگس سرباز جنوب شرقی آسیا نیز شناخته می‌شود، در سال ۱۹۲۳ توسط حشره‌شناس انگلیسی، Enrico Brunetti توصیف شد.

## علامت گذاری و رنگ آمیزی
با توجه به ظاهر زنبور مانند آن، ممکن است P. stratiosphecomyioides تقلید بیتزیان را به نمایش بگذارد، که می‌تواند دفعات خوردن آن توسط شکارچیان را کاهش دهد.
در تقلید بیتزیان در حشرات، یک حشره خوراکی شبیه حشره غیرقابل خوردن است مثل این مگس که ظاهری زنبور مانند دارد ولی در واقع یک مگس است.